# Nazira Abdula
Nazira Karimo Vali Abdula (née en 1969 à Nampula, dans la province du même nom, Mozambique portugais) est une pédiatre et femme politique mozambicaine. Du 19 janvier 2015 au 17 janvier 2020, elle est ministre de la Santé dans le gouvernement de Filipe Nyusi.

## Biographie

### Vie étudiante
Nazira Abdula fait ses études primaires à l'école primaire du 25 juin sur l'île de Mozambique entre 1975 et 1980. En 1981, elle intègre l'école secondaire à Nampula puis l'école secondaire de Nampula et l'Escola Pré-Universitária 1er  de Maio (« école pré-universitaire du 1er mai »). En 1986, elle intègre l'université Eduardo-Mondlane, à Maputo, où elle obtient un diplôme en médecine sept ans plus tard.
Elle est diplômée de l'hôpital central de Maputo avec des stages supplémentaires à l'hôpital São João do Porto au Portugal. Elle obtient une maîtrise en nutrition et alimentation de l’université Flinders, en Australie, en 2006.
Elle travaille comme médecin généraliste à l'hôpital général de Mavalane de 1993 à 1997, où elle participe au programme de lutte contre le paludisme dans la région. Elle dirige l'infirmerie du choléra de l'hôpital central de Maputo lors de l’épidémie de choléra de 1997. Elle a aussi enseigné à l'université catholique du Mozambique et à l'Institut des sciences de la santé de Maputo et Beira.

### Vie politique
Ministre de la Santé de 2015 à 2020, elle est aussi auteure d'articles scientifiques traitant de la résistance aux antimicrobiens. Elle est impliquée dans la lutte contre le sida menée par le gouvernement Nyusi, qui vise l’élimination du virus comme menace contre la santé publique d’ici 2030. Elle travaille aussi contre le vol et la vente illicite de médicaments, ainsi que contre la contrebande et la contrefaçon de médicaments dans son pays. Elle est la première femme à diriger le ministère de la Santé depuis l'indépendance du Mozambique en 1975.